# La Paz Bus
La Paz Bus es un sistema masivo de autobuses urbanos que opera en la ciudad de La Paz, sede de gobierno de Bolivia. Es administrado por el Servicio de Transporte Municipal (SETRAM), que está a cargo del Gobierno Autónomo Municipal de La Paz
La primera modalidad del sistema, denominado PumaKatari, fue puesta en marcha el 24 de febrero de 2014 y fue planificado para convertirse en un bus alimentador complementario para la segunda modalidad del sistema que se planifica como un sistema BRT que operará en las arterias principales de la ciudad. El servicio atiende a la demanda de los ciudadanos que viven en las zonas más alejadas de La Paz.
Hasta 2021, el sistema operaba las 24 horas del día, situación que cambió a sólo 14 horas por decisión de la nueva administración municipal. Cuenta con siete líneas o rutas dentro de la ciudad de La Paz, con una estación de transbordo de pasajeros del bus PumaKatari ubicada en el Parque Urbano Central y con puntos de intercambio modal compartidos con las líneas roja, amarilla y verde del sistema de transporte aéreo por cable Mi Teleférico.
Es el primer sistema de transporte público operado por el Estado desde la "privatización" del transporte público ocurrida como consecuencia del Decreto Supremo 21060.

## Historia

### Organización del transporte en La Paz

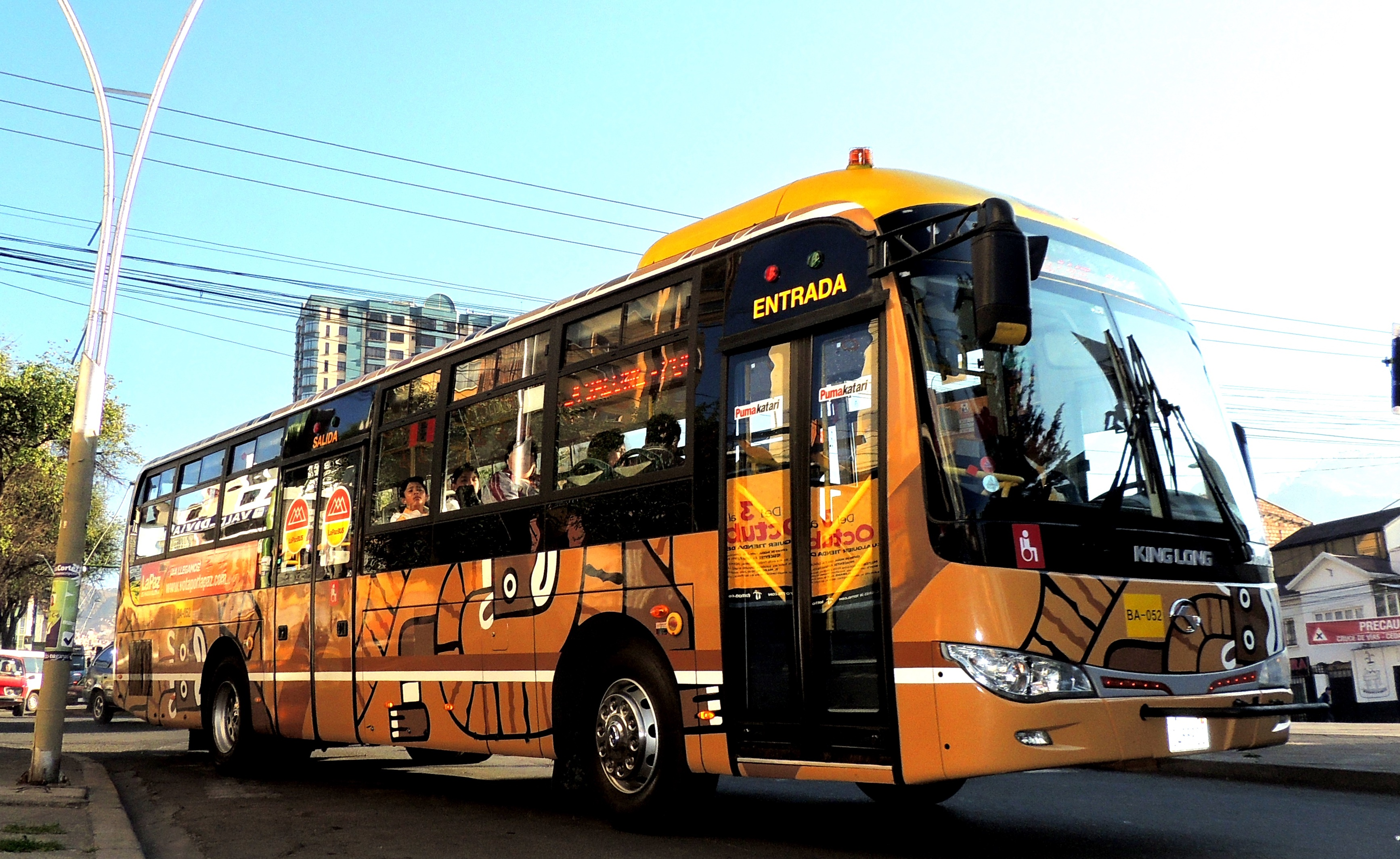
Bus Puma Katari en servicio el año 2014.

El transporte en la ciudad de La Paz, hasta la implementación de la primera fase de La Paz Bus, era únicamente compuesto por empresarios dueños de uno o más automotores, además de choferes asalariados. Estos poseen licencia de circulación y están agrupados en sindicatos existiendo también trabajadores por cuenta propia no asociados.

### Empresa Municipal de Transporte Automotor (EMTA), años 80
EMTA fue una Empresa Estatal creada el año 1983, posteriormente pasó a cargo del municipio, prestaba el servicio de pasajeros del centro de la ciudad al barrio de El Alto (antes de convertirse en una ciudad independiente) y a Cota Cota en el extremo sur,  Los buses eran de marca Fiat de fabricación argentina. La mala administración, falta de repuestos, poco control, tráfico de partes y carburantes, llevó a cierre de la Empresa pocos años después, quedando en la memoria colectiva el fracaso del Estado como agente en el transporte de pasajeros.

### Minibuses y carries, años 90
Una gran parte de la demanda de trasportes en el área metropolitana de La Paz es cubierta por minibuses y carries, vehículos de 8 a 15 pasajeros. Los primeros aparecen a finales de los años 80 del siglo XX obtienen la autorización de la alcaldía durante la gestión de Ronald MacLean Abaroa. Estas unidades surgieron como solución intermedia entre el económico Micro y los Taxis y Trufis, estos últimos dirigidos a población con mayor poder adquisitivo.
Los primeros modelos introducidos fueron Toyota Hiace de tercera generación, si bien al principio eran vehículos nuevos y fabricados para el transporte de pasajeros, con el tiempo fueron introducidos vehículos usados y de transporte de carga, los cuales eran adaptados con asientos improvisados.

### Iniciativas de modernización no estatales, años 2000
El servicio de transporte a las laderas de la ciudad lo proveían paralelamente líneas de minibuses, así como micros y buses de hasta 40 pasajeros, entre estos buses podemos contar a las líneas que cubren la Av. Periférica y parte desde la plaza Eguino y el Bus Expreso El Alto de característica intermunicipal que parte de la plaza Alonso de Mendoza y conecta con la zona de Villa Adela en El Alto. Asimismo, un chofer de la línea de buses 42 adquirió un bus de características urbanas, que opera entre la Av. República y la zona de Chasquipampa.

### Mal servicio ytrameaje,  inicio de la crisis
A pesar de ser un tema eternamente irresuelto en La Paz, el transporte gozó de cierta estabilidad durante los años 90 del siglo XX y principios de los 2000, a partir de ese entonces poco a poco se fue trasformando en un tema de discusión y molestia de los usuarios.
La elevación del costo de vida junto al congelamiento de tarifas desde el año 1999 sumado al afán de maximización de las ganancias de los conductores, llevaron al fenómeno del “Trameaje”, que es dividir una sola ruta en varios tramos, cobrando al pasajero por tramo un pasaje completo, de esta manera si bien la tarifa en teoría no había subido, en los hechos el pasajero paga el doble o más por el mismo recorrido. A lo anterior se suma al mal trato, falta de higiene y seguridad, negar el servicio a niños y ancianos o falta del servicio en absoluto, llevando al día a día en un vía crucis para el ciudadano que se ve en la necesidad de usar el transporte público en las ciudades de La Paz y el Alto.

### Recepción del nuevo servicio
- Mucha gente recibió los buses con mucho entusiasmo y alivio ya que la mayoría de la población era víctima de un monopolio de los conductores sindicalizados y del transporte libre.[14][15]

- La Federación de Choferes de la ciudad de La Paz, resistió la iniciativa aludiendo una merma en ingresos e incluso desaparición de su sector,[16] el déficit de transporte es tan grande que a meses de la implementación del proyecto no se ha evidenciado ningún perjuicio para los conductores.

- En otras ciudades de Bolivia se debate el replicar la iniciativa,[17][18] la más cercana a realizarlo es la ciudad de El Alto con el Bus Sariri.

### Subvención
Para el primer año de su implementación el Gobierno Municipal de La Paz presupuesta una subvención de algo más de Bs 30 millones (1% del presupuesto municipal). Esto provocó la reacción de la confederación de choferes y del Gobierno Central.

### Protestas en Bolivia de 2019
Luego de la renuncia a la presidencia del estado de parte de Evo Morales el 10 de noviembre de 2019, efecto de las protestas sociales en el país, seguidores del mismo, descontentos con la situación cometieron destrozos incendios en zonas del La Paz y El Alto, entre los afectados estaban lo patios donde se alojan los buses de La Paz Bus. Resultado todos estos incidentes en la pérdida de 66 unidades de la flota, de un valor aproximado de 11 millones de dólares. En 2021 la Dirección de Asuntos Jurídicos de la Alcaldía de La Paz informó que se ha llegado a colectar elementos de pruebas que establecen la autoría del expresidente de la Federación de Juntas Vecinales (Fejuve) de La Paz, Jesús Vera, en la quema de los buses PumaKatari en garajes de la zona Sur de La Paz.

## Proyecto La Paz Bus

### Primera etapa: PumaKatari

#### Diseño específico del bus
Por su altura, topografía y configuración de las calles, con apoyo de la cooperación internacional, se realizaron especificaciones técnicas para que se construyan buses diseñados para la ciudad.
El 24 de febrero de 2014 comenzaron a circular los primeros 61 buses, diseñados y fabricados especialmente para la topografía y altura de la ciudad de La Paz, a los que se denominó PumaKatari, con un diseño único con ilustraciones tiwanakotas que presentan una deidad que sintetiza dos animales: el puma y la serpiente.

### Proceso de desarrollo y licitación
Tras un proceso de formulación de las especificaciones técnicas para la licitación de estos buses en función a las características propias de la ciudad de La Paz, el 20 de junio de 2012 se hizo pública la licitación para la compra de 61 buses por un precio superior a 70 millones de bolivianos. Especialistas del Instituto de Mecánica y Electromecánica de la Universidad Mayor de San Andrés (UMSA), junto a expertos internacionales en transporte y profesionales de la Comuna,  trabajaron de forma coordinada para elaborar el Documento Base de Contratación de los buses.
El 17 de diciembre de ese mismo año el alcalde municipal, Luis Revilla,  firmó el contrato de adjudicación para la compra de los 61 buses con la empresa Fabros Motors, representante de King Long de China por un monto final de Bs65 000 000. [cita requerida]

### Segunda etapa: ChikiTiti
En julio de 2019 se presentó una nueva flota de buses a integrarse al servicio de La Paz Bus, los mismos llevan el nombre de ChikiTiti, y presentan las mismas características generales que los buses Pumakatari con la diferencia de dimensiones y capacidad, la longitud y capacidad del nuevo bus es menor, autoridades municipales anunciaron que los buses operarían al menos 2 rutas nuevas en la ciudad de La Paz. Con la llegada del nuevo bus, la flota de sub-alimentadores suma 39, ya que un prototipo fue enviado en 2018. La compra de esta flota de buses, con 25 asientos cada uno supuso una inversión de 36,6 millones de Bs.

### Tercera etapa: BRT
Inicialmente se tenía prevista una segunda etapa de implementación de buses de mayor capacidad, articulados o de dos pisos, de 80 a 100 pasajeros, que atraviesen de extremo a extremo la ciudad.

## Líneas
- INCA LLOJETA: Tiene un recorrido desde Inca Llojeta hasta el Parque Urbano Central, y viceversa. Y optimizada desde Inca Llojeta hasta la C.13 Obrajes y viceversa.
- VILLA SALOMÉ: Tiene un recorrido desde Villa Salomé hasta el Parque Urbano Central, y viceversa.
- CHASQUIPAMPA: Tiene un recorrido desde Chasquipampa hasta el Parque Urbano Central, y viceversa.
- CAJA FERROVIARIA: Tiene un recorrido desde Caja Ferroviaria hasta la plaza Alonso de Mendoza, y viceversa.
- INTEGRADORA: Tiene un recorrido desde el Parque Urbano Central hasta la plaza Alonso de Mendoza atravesando Kalajahuira, y viceversa.
- IRPAVI II: Tiene un recorrido desde Irpavi II hasta el Parque Urbano Central, y viceversa.
- ACHUMANI: Tiene un recorrido desde Huayllani (Achumani) hasta San Pedro, y viceversa.
- LA PORTADA: Tiene un recorrido desde La Portada (Cusicancha) hasta la plaza Alonso de Mendoza, y viceversa.
- MALLASA: Tiene un recorrido desde Jupapina hasta la c.16 de Irpavi, y viceversa.

## Tarifas

#### General
- 2.50 Bs. por un recorrido completo en efectivo en las rutas Chasquipampa, Irpavi II y Achumani.

- 2.30 Bs. por un recorrido completo con Tarjeta Inteligente 'La Paz Bus' en las rutas Chasquipampa, Irpavi II y Achumani

- 2.30 Bs. por un recorrido completo en efectivo en las rutas Villa Salomé, Incallojeta, Caja Ferroviaria, Integradora, La Portada y Mallasa.

- 2.00 Bs. por un recorrido completo con Tarjeta Inteligente 'La Paz Bus' en las rutas Villa Salomé, Incallojeta, Caja Ferroviaria, Integradora, La Portada y Mallasa.

#### Preferencial
De 1.50 Bs. para mayores a 65 años, menores de 18 años y personas discapacitadas en todas sus rutas.

#### Transbordo
De 0.80 Bs. con Tarjeta Inteligente 'La Paz Bus'

#### Universitaria
De 1.80 Bs. con Tarjeta Inteligente 'La Paz Bus'

#### Nocturno
3.00 Bs. horario nocturno desde las 23:00 hasta las 05:00 a. m. para cualquier usuario, en efectivo y con Tarjeta Inteligente en todas sus rutas.

### Tarjeta inteligente
Desde el 15 de septiembre de 2014 está a disposición de los usuarios la tarjeta inteligente cero contacto.

## Intercambio modal
El 27 de diciembre de 2014, después de meses operando de manera independiente, los sistemas de transporte La Paz Bus y Mi Teleférico se conectaron para el intercambio de pasajeros en la estación Chuqui Apu, ubicada en la curva de Holguín: este tipo de conexiones se realizan en las estaciones: Estación Central y Estación Alto Obrajes.
En octubre de 2016 y septiembre de 2024, Mi teleférico y el Gobierno Autónomo Municipal de La Paz firmaron un convenio interinstitucional que permitirá establecer un Sistema Integrado de Transporte. Con este nuevo convenio, se habilitarán paradas de los buses Pumakatari y los Chikititi en las estaciones de Mi Teleférico, además de lograr la integridad física, operativa y la tarifaria, entre las dos instituciones.